# Бичування Ісуса Христа

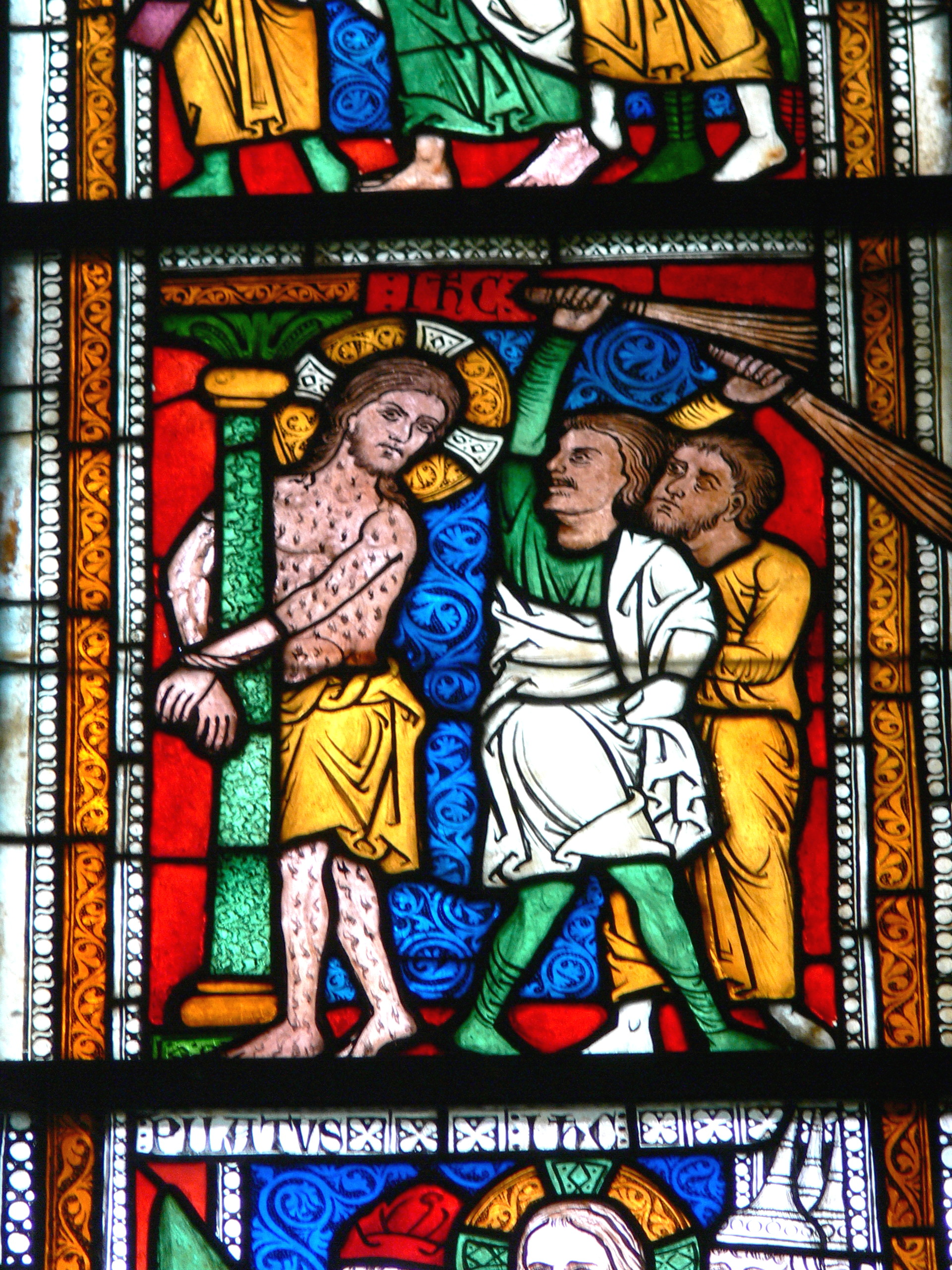
Вітраж із церкви Далхем, Швеція (бл. 1240 р.)

Бичування Ісуса Христа, також відоме як Христос біля колони або бичування біля стовпа  — епізод Страстей Христових, описаний в Євангеліях. Подія відбулася під час суду римського прокуратора Понтія Пілата над Ісусом Христом.
Цей епізод широко зображується в християнському мистецтві, зокрема в циклах, присвячених Страстям або життю Христа. Католицька традиція пов’язує місце Бичування з Церквою Бичування в Єрусалимі, що є другою стацією Віа Долороза. У католицькій практиці це друга скорботна таємниця Розарію та шоста стація Хресної дороги Івана Павла ІІ. Колона, до якої зазвичай зображено прив’язаного Христа, а також мотузка, бич, батіг або пучок різок є елементами Знарядь Страстей. Частини цієї колони, за переказами, зберігаються в базиліці Санта-Прасседе в Римі.
Сюжет Бичування спочатку зображували в серії сцен Страстей Христових, але починаючи з XV століття його також почали трактувати як окрему композицію. Однією з найвідоміших робіт на цю тему є Бичування Христа роботи П’єро делла Франческа (1455–1460). Значення цієї роботи, виконаної на невеликому панно, залишається предметом дискусій серед мистецтвознавців.
З часом сюжет «Христос біля колони» або «Христос біля стовпа» став окремим мотивом, де Христа зображували прив’язаним до колони чи палі. Цей мотив був особливо популярним у період барокової епохи, особливо в скульптурі. Сюжет часто поєднується або плутається із зображеннями «Христа в темниці» — сцени, яка не згадується в канонічних Євангеліях, але має поширення в християнському мистецтві.

## Євангеліє
Бичування Ісуса Христа від рук римлян згадується в трьох з чотирьох канонічних Євангелій: Ів. 19:1, Мр. 15:15 і Мт. 27:26.
Євангеліст Іван розміщує бичування та пов’язані з ним знущання як центральний сюжет суду Пілата: «Тоді Пилат звелів узяти Ісуса й бичувати». Іван далі розповідає, як після бичування воїни знущалися з Ісуса: «А вояки, сплівши вінок із тернини, вклали йому на голову ще й зодягли його у багряницю і, підступаючи до нього, казали: "Радуйся, царю юдейський!" і били його в обличчя». Цю розповідь Івана повторює євангеліст Марко Мр. 15:19, але, як і бичування, розміщує її вже перед розп’яттям. У контексті «Страстей Христових» цей епізод передує знущанням з Ісуса Христа та накладанню тернового вінця, які, згідно з Євангеліями, відбулися одночасно або відразу після бичування.
Бичування було звичайною прелюдією до розп'яття за римським правом. Однак Понтій Пілат, переконаний у невинності Ісуса, наказав піддати його цьому покаранню до винесення вироку, щоб викликати жаль у натовпу та задовольнити його вимогу смертної кари.
Бичування належало до найжорстокіших покарань у Римі й застосовувалося за серйозні злочини, переважно до рабів і осіб, позбавлених римського громадянства. Водночас за юдейськими законами (Втор 25:3), кількість ударів обмежувалася сорока (як зазначав апостол Павло, він п’ять разів отримував по 39 ударів від юдеїв — 2Кор 11:24). Римляни таких обмежень не дотримувалися. Євангельський текст не повідомляє, скільки ударів було нанесено Ісусу. Водночас дослідження Туринської плащаниці, яку часто ототожнюють із поховальною плащаницею Ісуса Христа, вказують на 98 ударів: 59 ударів бича з трьома кінцями, 18 — з двома кінцями та 21 — з одним кінцем. Євангелія не уточнюють, чи був Ісус прив’язаний до стовпа під час бичування, але Передання підтримує саме цю версію.

## Реліквії

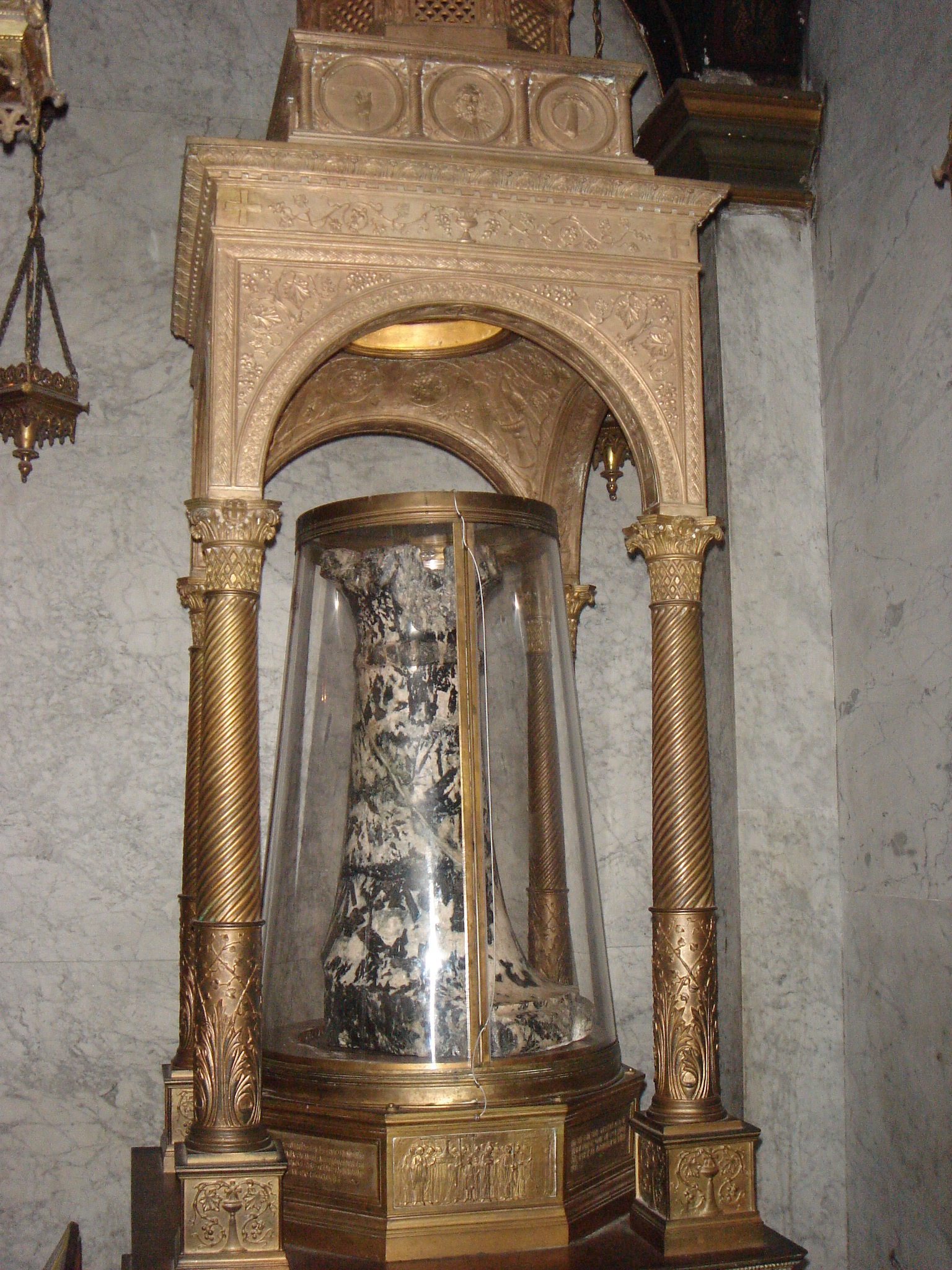
Колона-реліквія в Санта-Прасседе в Римі

Ймовірні фрагменти Колони бичування, який також називають Стовпом бичування, зберігаються в різних місцях.
- Храм Гробу Господнього в Єрусалимі:
  - Грецька православна каплиця Наруги в амбулаторії
  - Каплиця Явлення у Францисканському районі, спочатку в Сіонській світлиці[9]
- Санта-Прасседе в Римі.

## У мистецтві
У західному мистецтві сюжет бичування вперше з'являється у IX столітті. У візантійському мистецтві він трапляється рідко й залишається малопоширеним у східному православному мистецтві. Спершу бичування зображували в ілюмінованих рукописах та на невеликих гравюрах зі слонової кістки, а в Італії збереглися монументальні настінні розписи, датовані близько 1000 року.  У ранніх зображеннях зазвичай присутні три фігури: Христа і двоє слуг Понтія Пілата, які його бичують. Христос може бути оголеним або довгому одягу, оберненим обличчям назовні або до глядача ззаду. Починаючи з XII століття Христа зазвичай зображують в набедреній пов'язці (лат. perizoma) та оберненим обличчям до глядача.
Обличчя Христа зазвичай залишається видимим, що створює для художників «технічну проблему показати, як він отримує удари по спині, залишаючи обличчя відкритим». На деяких зображеннях Христос отримує удари спереду.
Понтій Пілат іноді зображується спостерігачем за бичуванням, а поруч може бути слуга його дружини, який передає йому послання. У пізньому Середньовіччі, ймовірно, під впливом п'єс про Страсті Христові, кількість чоловіків, що б'ють Христа, збільшується до трьох або чотирьох. На півночі Європи їх часто зображували як гротескних фігур у сучасному найманському одязі. Інколи серед цих персонажів з'являється ще одна фігура, яка може бути Іродом. Хоч бичування здійснювали слуги Понтія Пілата, на деяких зображеннях бичувальники носять єврейські капелюхи.
Після Маести Дуччо сцена бичування почала зображуватися як публічне дійство перед аудиторією.
Францисканці, які пропагували самобичування як засіб ототожнення зі стражданнями Христа, відіграли важливу роль у створенні великих італійських процесійних хрестів. На таких хрестах сцена бичування зазвичай зображувалася на зворотному боці, а Розп'яття — на передньому. Під час процесій ці зображення супроводжували флагелянти, які бачили перед собою Христа, що страждає.

### Відомі приклади
Поодинокі роботи:
- Бичування Христа(інші мови) (П'єро делла Франческа), 1455–1460
- Христос біля колони(інші мови) (Антонелло да Мессіна), бл. 1475
- Бичування Христа(інші мови) (Караваджо), 1607
- Христос біля колони(інші мови) (Караваджо), 1607

У циклах:
- Маеста(інші мови) (Дуччо)
- Капела Скровеньї роботи Джотто

## У кіно і музиці
Бичування Ісуса («Суд перед Пілатом (включаючи 39 ударами батогом)») — це кульмінаційна подія в рок-мюзиклі «Ісус Христос — суперзірка». Сучасні кінематографісти також зображали бичування Христа. Це важлива сцена у фільмі Мела Гібсона «Страсті Христові» 2004 року. У «Механічному апельсині» Кубрика Алекс уявляє себе римським солдатом, що бичує Ісуса.

## Галерея

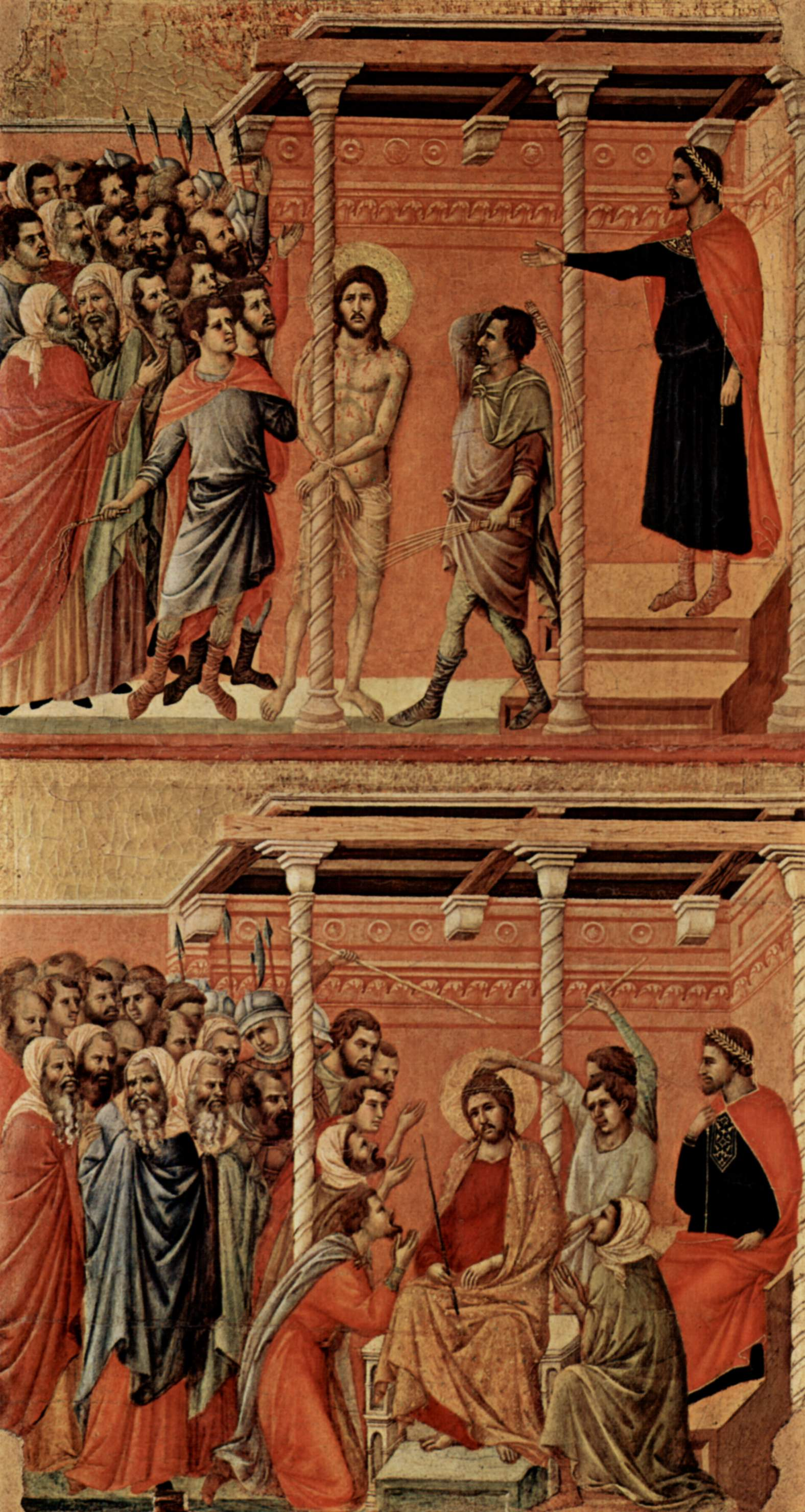
Маеста Дуччо
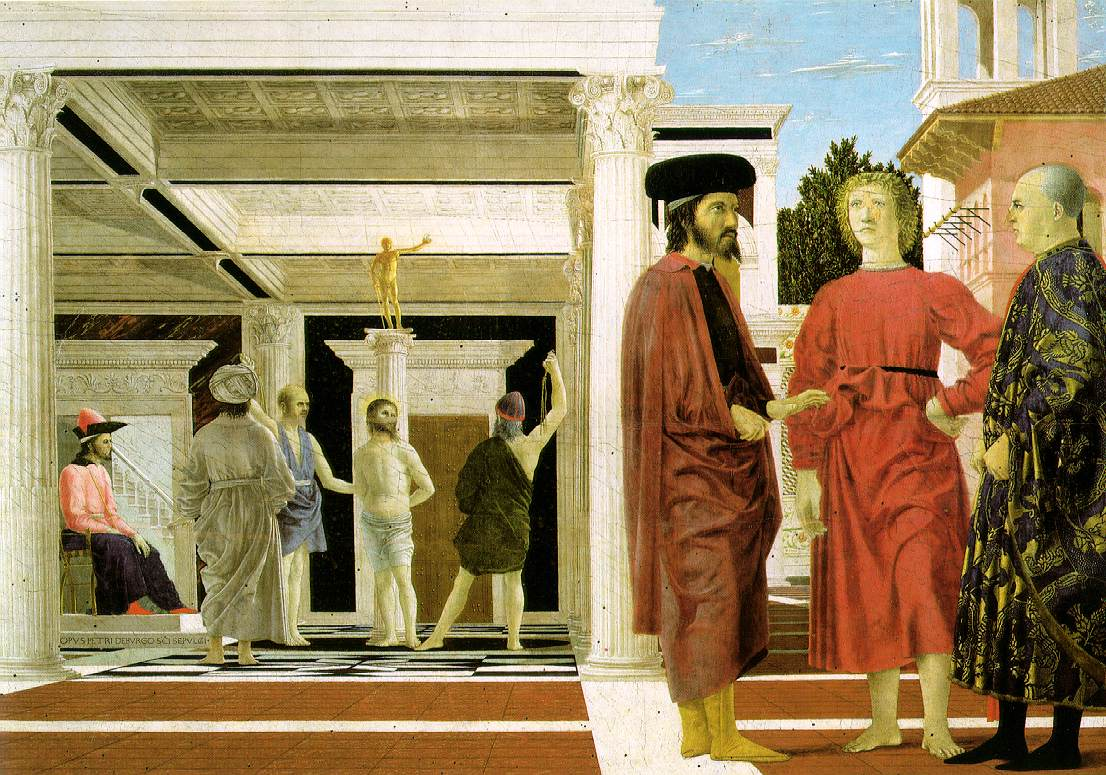
Бичування Христа – П’єро делла Франческа
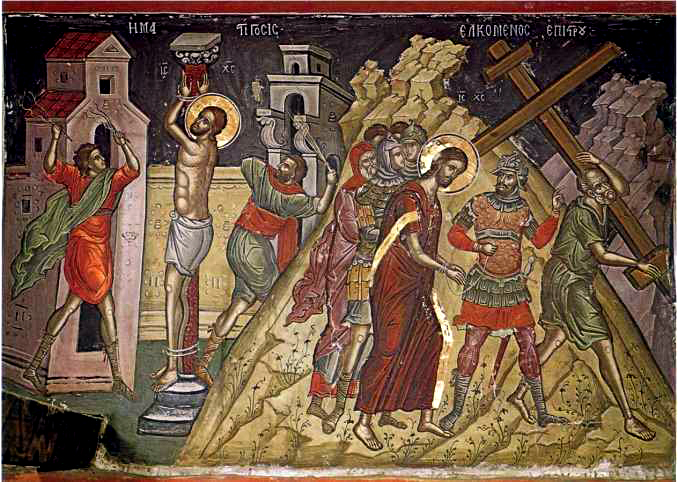
Грецька православна фреска Феофана Критського
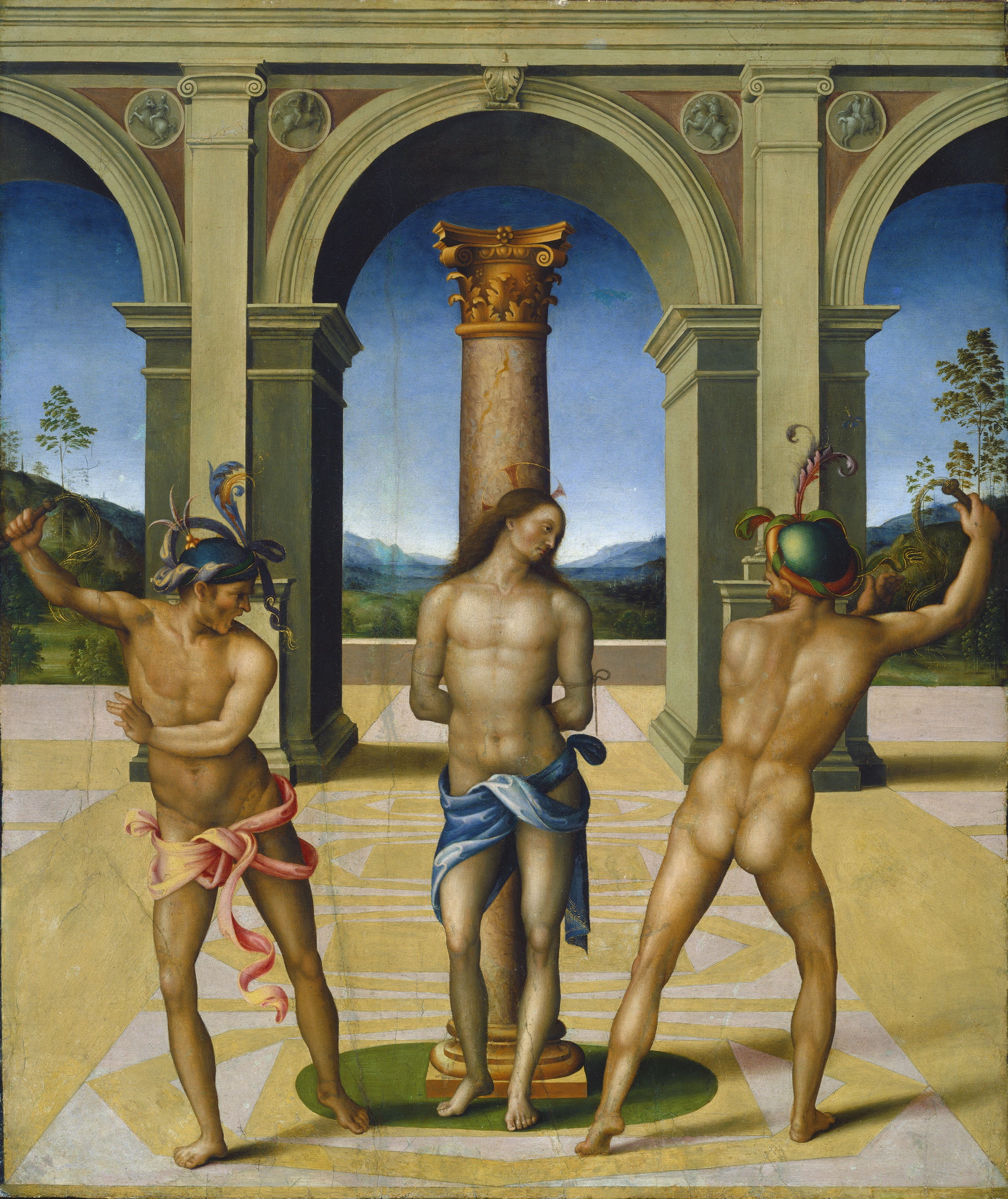
Баккіакка
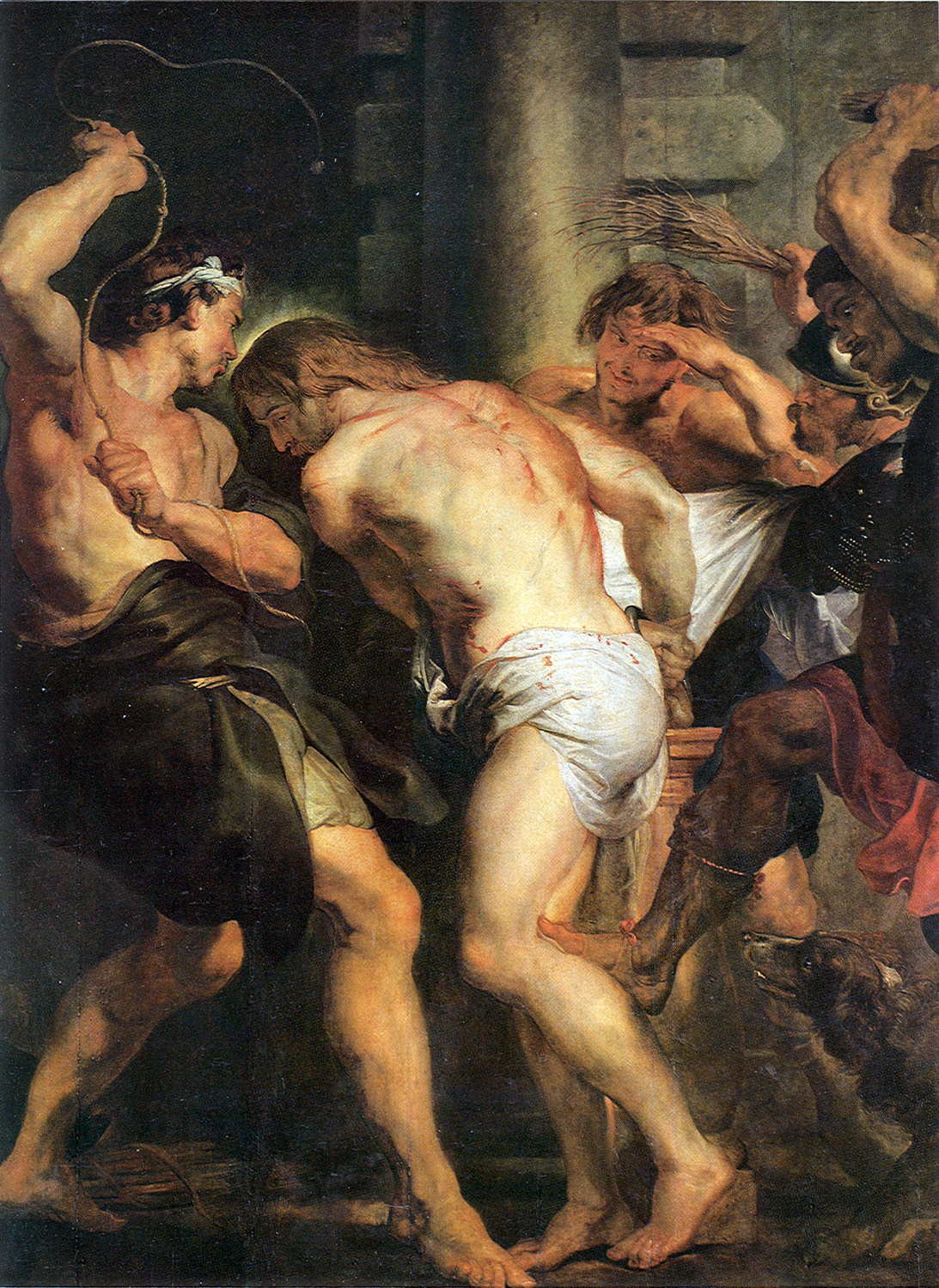
Пітер Пауль Рубенс, 1617 рік
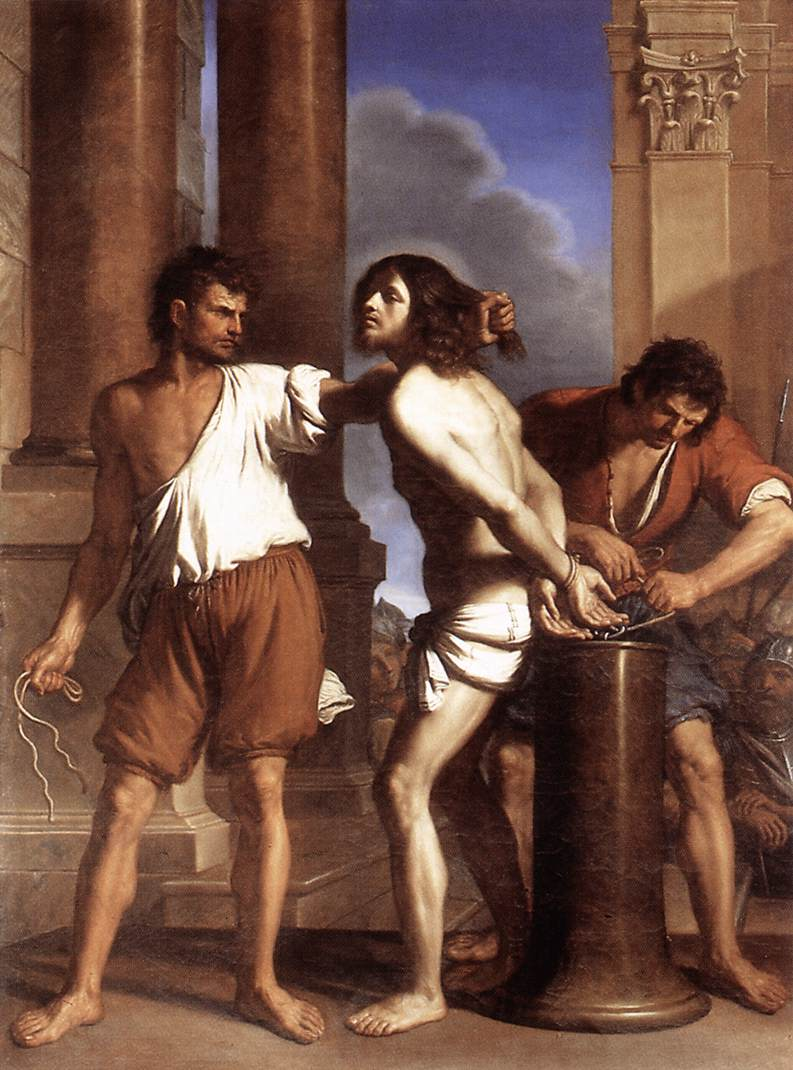
Герчіно, 1657
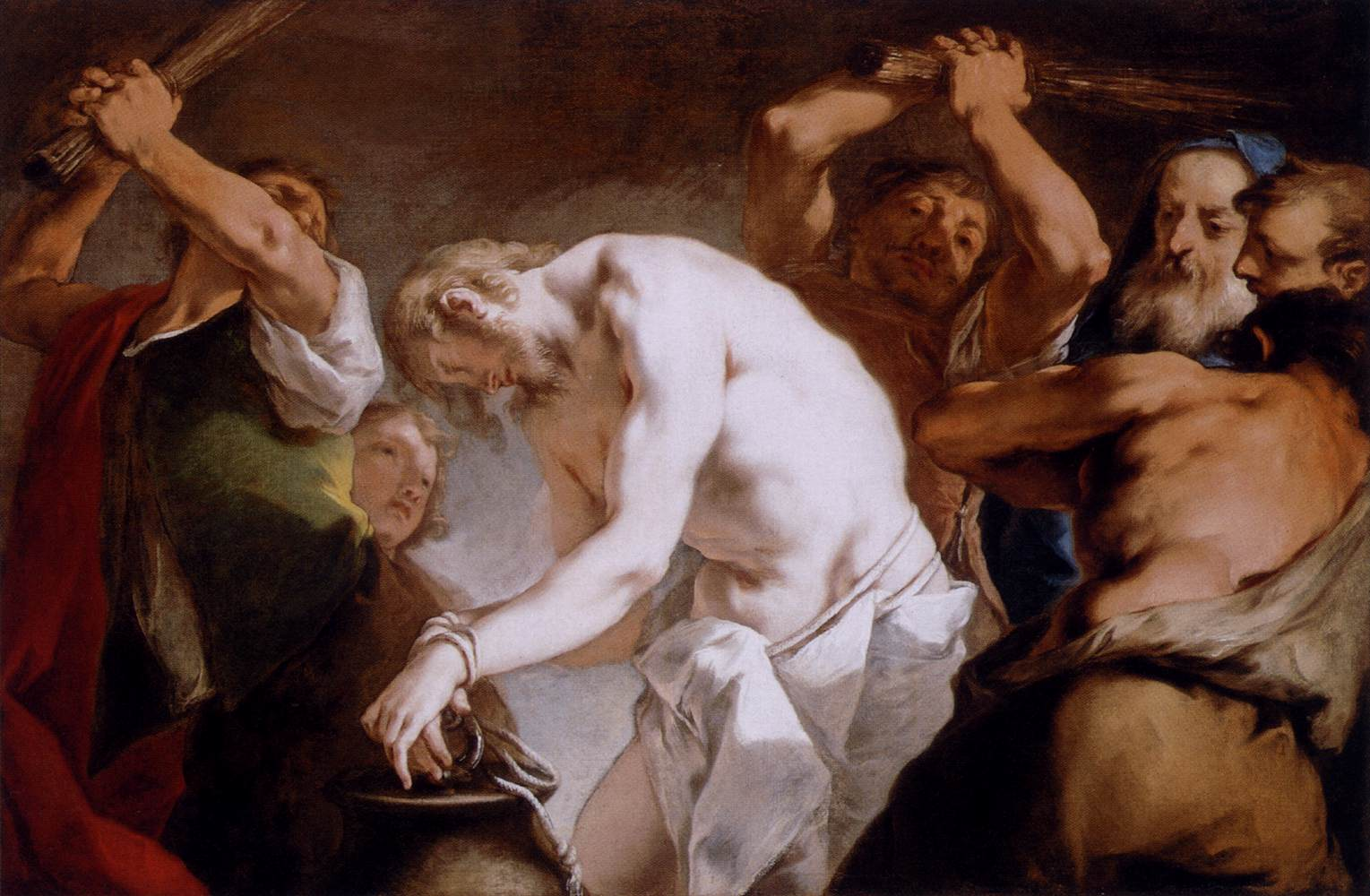
Ніколо Грассі, 1720
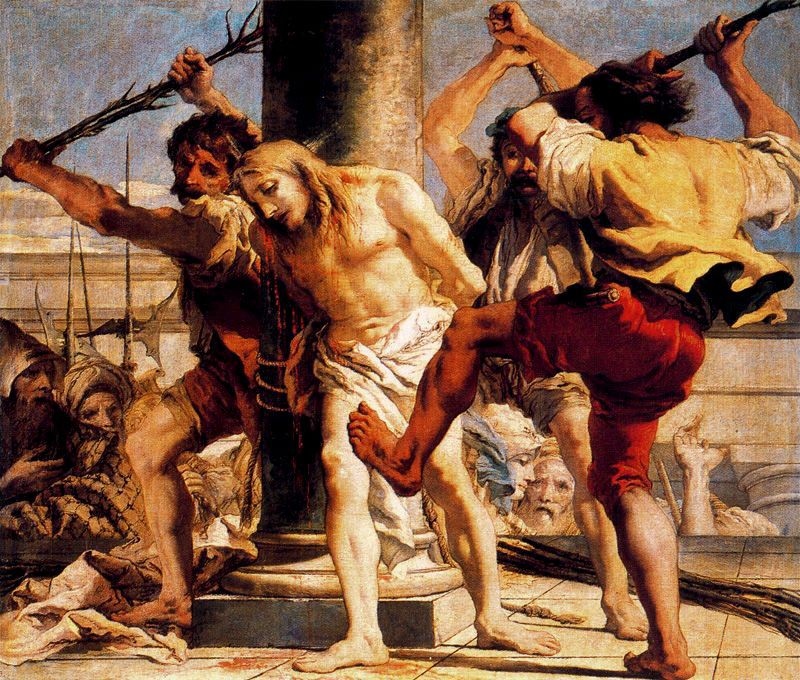
Джованні Доменіко Тьєполо
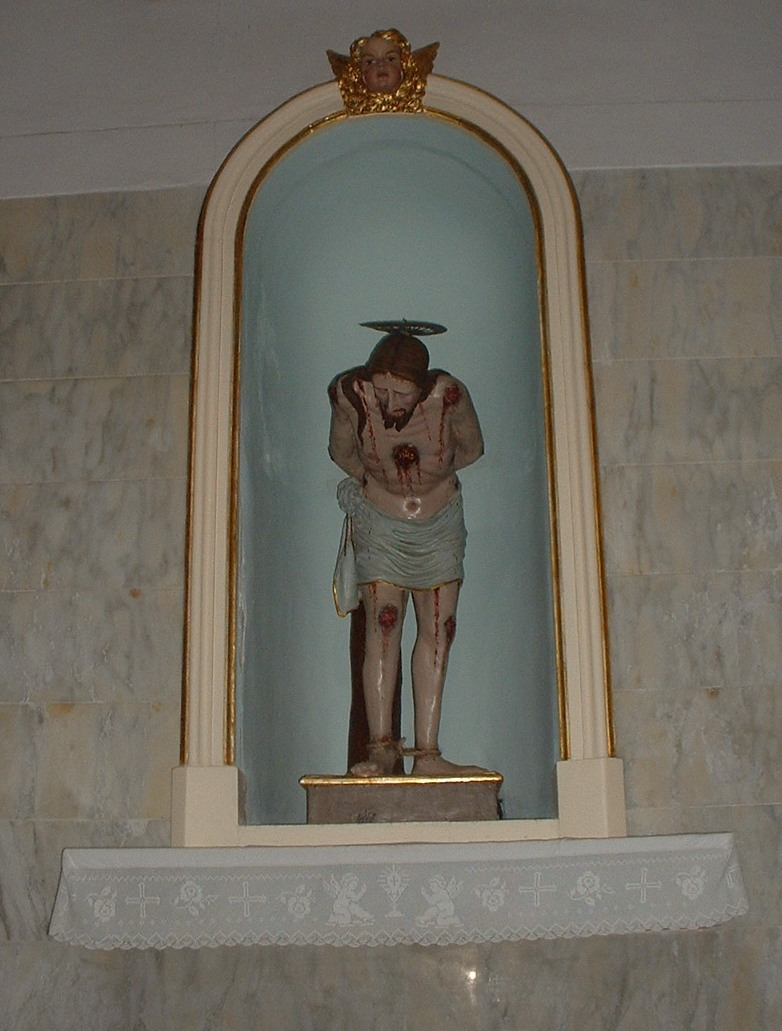
Христос біля колони, італійська скульптура, 1817
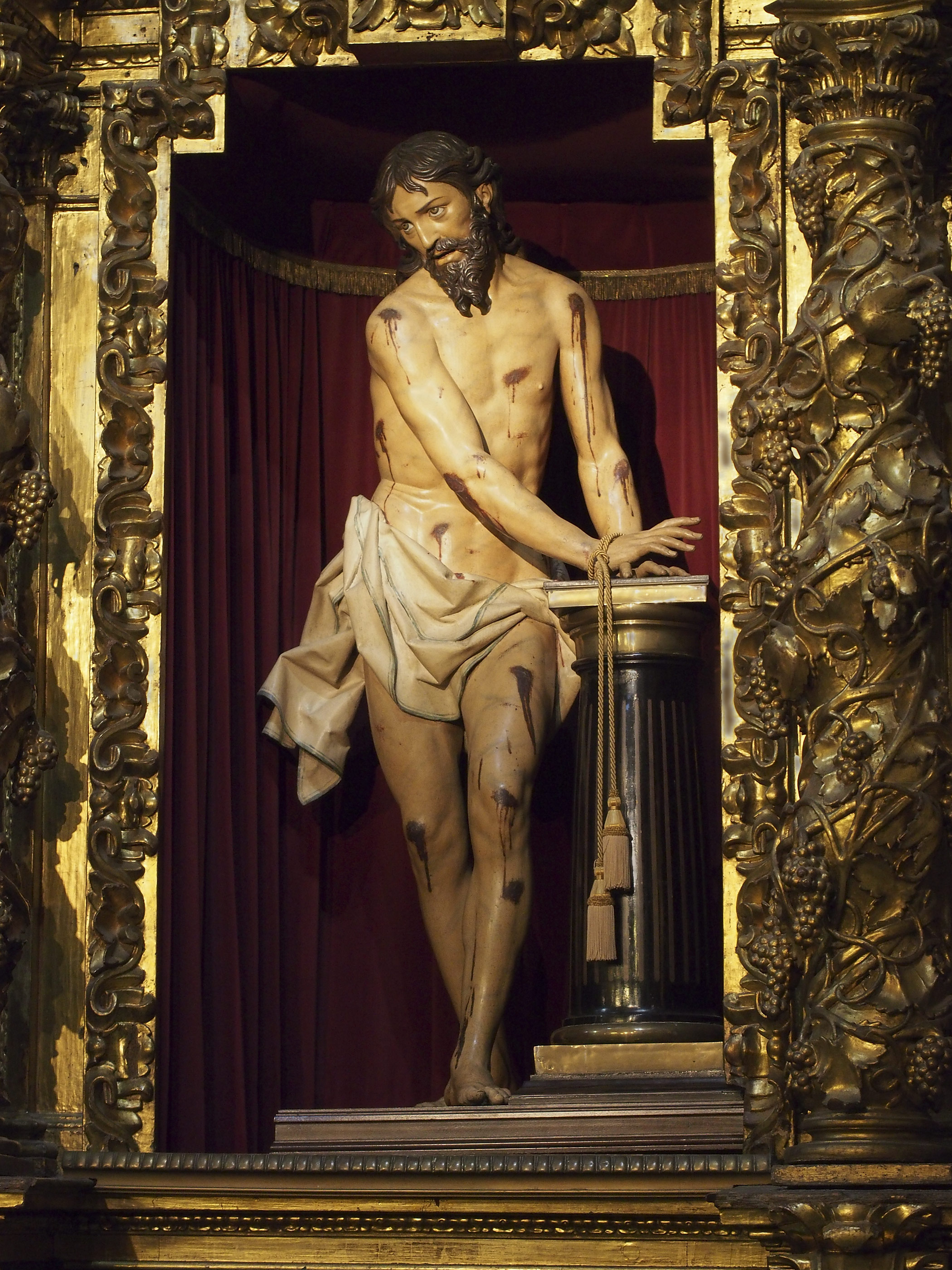
Христос біля колони Грегоріо Фернандес
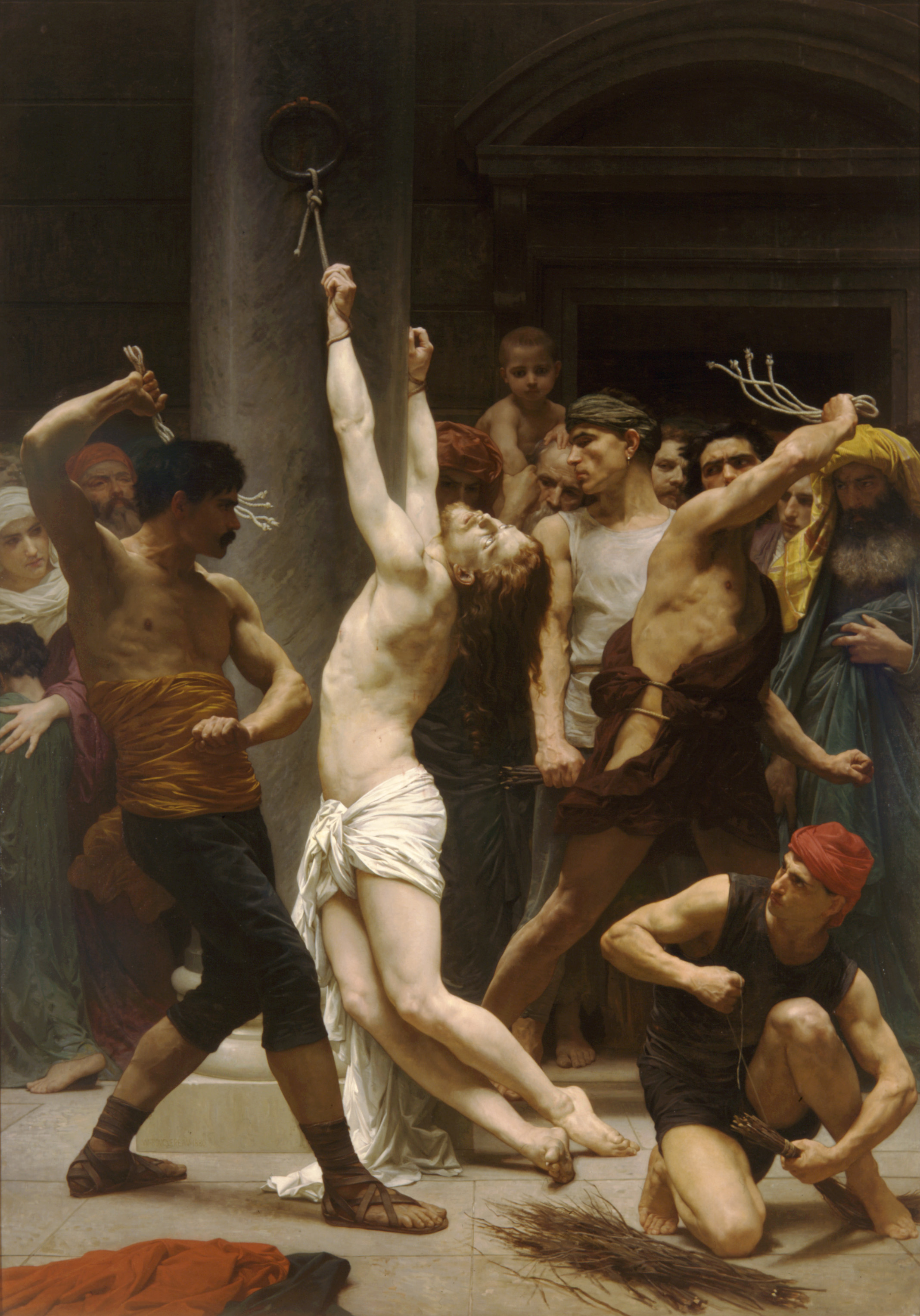
«Бичування Господа нашого Ісуса Христа» Вільям-Адольф Бугро